# Фьодор Бруни
Фьодор Антонович Бруни, роден като Фиделио Джовани Бруни, е известен руски художник от италиански произход, представител на Академизма.
Посвещава се главно на религиозна и историческа живопис, награждаван е с много почетни отличия, създава многобройни картини и изпълнява стенописите на някои от най-известните руски храмове.

## Детство и юношество
Фьодор Бруни е роден на 10 юни 1799 (по други данни през 1800 или 1801) година в Милано, в семейството на швейцарския италианец Антонио Барофи-Бруни, майстор живописец и скулптор, член на Академията за изящни изкуства в същия град.
По време на Наполеоновите войни бащата служи като капитан в швейцарските войски, влизащи в армията под командването на Александър Суворов. По-късно, заедно с цялото си семейство, се заселва в Царское село, където работи като живописец в местните дворци и преподавател в лицея. С него пристига и синът му Фиделио, който от най-ранно детство проявява интерес към рисуването. Бащата се старае да го поощрява и детето получава първите си уроци от него.
На 9-годишна възраст Фиделио е приет в училището към Императорската художествена академия в Санкт Петербург. За обучението му в академията плаща Джулио Лита, член на миланската аристокрация, първият военачалник на руския Кавалергардски полк.
През 1813 година 12-годишният Фьодор получава малък сребърен медал и през следващата година е прехвърлен като ученик на държавна издръжка. Допълнително Елизавета Алексеевна лично му подарява и златен часовник. Учи в класовете на художниците Андрей Иванов, Егор Егорович, Василий Шебуев и се обучава при Павел Чистяков. Шебуев е този, който запалва момчето по историческата живопис. Влияние върху творчеството на Бруни оказват и близките му приятелски отношения с талантливите и увлечени от живописта Карл Брюлов, Пьотър Басин, Алексей Марков и Фьодор Йордан.
През 1816 година рисува картината „Успението на Дева Мария“, която пожънва успех и впечатлява дори императрицата. Две години след това създава, според училищната програма, платното „Самсон и Далила“, но не получава медал за него. През същата година завършва академията със звание „художник I степен“, което му дава право веднага да заеме чиновническа служба.

## Италия
През 1820 година, по покана на княгиня Зинаида Волконска и по настояване на баща си, с цел усъвършенстване на изкуството си, заминава за Италия, където работи сериозно и бързо получава известност. Първо се установява в родния си град Милано, но след това заминава за Рим, където живее и работи от 1819 до 1836 година. Пленен е от изкуството на големите италиански художници Микеланджело, Рафаело, Тициан, Леонардо да Винчи, които за него стават идеал, следван през целия му живот.
Живеейки в Италия за своя сметка, художникът работи по частни поръчки. Ползва се с покровителството на княгиня Волконска и често посещава светския ѝ салон. Между 1820 и 1824 рисува нейния портрет в театрален костюм, а през 1832 – и този на сина ѝ Александър.
Тематиката на Фьодор Бруни е предопределена още от академията – работи над религиозни и исторически теми. Първите му картини, рисувани в Рим са „Света Цецилия“, „Светото семейство“, „Дева Мария с предвечния младенец“, „Срещата на Торквато Тасо със сестра му“. Работите му са оценени по достойнство и веднага намират купувачи. Вдъхновен от успеха си Бруни рисува следващата картина „Кръщението на княгиня Олга“.
Голям успех му носи картината „Смъртта на Камила, сестрата на Хораций“, рисувана през 1824 година. В това строго по стил произведение на класицизма се забелязват някои черти, характерни за романтизма. Запазвайки изразителността на общата композиционна група от фигури, художникът успява да предаде индивидуалност на жестовете и убедителност на емоционалното състояние на всеки герой. Съобразно класическите традиции, главният герой е изобразен в центъра на картината и е отделен от останалите персонажи с ярко червения цвят и подсилената светлина. Изобразеното действие напомня на патетична театрална мизансцена, разигравана от антични герои. Самата идея на картината е да се подчертае самоотвержеността и предаността към Отечеството. За това свое платно, през същата година, Бруни е избран за член на академията.
Към мащабните му платна спадат и работите „Небесният спасител“, „Благовещение“ и „Богородица с младенеца на ръце“. През 1826 година, по поръчка на Обществото за поощрение на художниците в Петербург, се занимава с гравиране върху мед на свои рисунки по сюжети от „История на руската държава“ на руския историк и литератор Николай Карамзин.
Черти на романтизма се прокрадват и в други негови работи – „Портрет на Зинаида Волконска в костюм от Танкред“ и особено в картината „Вакханка, даваща вода на амурче“ от 1828 година, която се отличава с радостна чувственост. Художникът има добра възможност да се развие в посоката на романтизма, но той остава на позициите на академизма.
Членовете на Художествената академия, впечатлени от професионалните постижения на младия художник, му дават поръчка да копира стенописите на Рафаел във Ватикана. Вярвайки в силите си, Бруни възнамерява сам да създаде сериозно произведение, избирайки за сюжет епизод от Стария завет – историята на медната змия, издигната от Мойсей. За изработените копия на фреските на Рафаел „Тържеството на Галатея“ и „Прогонването на Елидор от Йерусалимския храм“, започва да получава постоянна издръжка от руското правителство. За тези копия и за свои оригинални живописни творби, през 1834 година е удостоен със званието академик на Императорската художествена академия.

## Русия
През 1833 година започва да работи над композицията с библейски сюжет, огромната като формат картина „Медната змия“. Но през 1836 година му се налага да прекъсне работата си и да се завърне в Петербург, тъй като, по заповед на Николай I, двамата с Карл Брюлов са назначени за професори II степен в Художествената академия. Бруни отговаря за историческата и портретна живопис и се заема с жар с преподавателската си дейност.
Едновременно с преподаването си в академията, художникът работи и като живописец. В периода 1836 – 1838 година творчеството му е насочено основно към монументализма. В Петербург се включва в изработване на стенописите на църквата в Зимния дворец. Изпълнява и живописни образи за олтари – за Казанския събор в Петербург рисува „Застъпничеството на Божията майка“, а за църквата на художествената академия – „Молба за чаша“. За придворната църква на Царское село прави стенописите “Тайната вечеря“, „Мадона от Рафаело“, образите на четиримата евангелиста и други.
Рисува и редица картини по поръчка на частни лица. В началото на 1837 година изпълнява с въглен „Портрет на Пушкин на смъртния му одър“, направен в квартирата на поета. Портретът е размножен като литография и получава широка известност.

## Рим
На следващата година необходимостта да завърши започнатата в Италия картина „Медната змия“ го кара да се върне отново в тази страна, където прекарва още две години и половина. Завършва я през 1841 година, докарва я в Петербург и я показва първо на Николай I в Зимния дворец. При публичното ѝ излагане пожънва бурен успех, равен на този, на който се радва Карл Брюлов за „Последният ден на Помпей“. Платното е с размери 5,65/8,52 m, а майсторството на Бруни, което му дава възможност да построи изразителна и многофигурна композиция на такава голяма площ, е безспорно. Колоритът на картината е подчинен на драматизма на сюжета, а насищането с екзалтация действа силно върху въображението на зрителя. Платното е откупено от Ермитажа за огромната за времето си сума от 70 000 рубли, а неговият автор получава почетната поръчка да работи по стенописите на Исакиевския събор, където все още текат довършителни работи. Николай I го награждава с орден „Свети Владимир“ IV степен, което му дава правото да бъде потомствен дворянин. Той даже му отпуска и издръжка, която му позволява да продължи да живее в Италия. Украинският писател Евгений Гребьонка посвещава на картината стихотворение. Въпреки това произведението принадлежи на вчерашния ден, тъй като възражда угасващия академизъм, което неизбежно определя по-нататъшната творческа съдба на талантливия художник.
През 1839 година завършва илюстрациите към албума „Очерци за събития от руската история“. Работи и над лирични сцени на антични теми като платното „Пробуждането на грациите“, което се намира в Третяковската галерия. През 1830-те години Бруни се превръща в поддръжник на една от най-консервативните линии в академизма, който придобива религиозно-мистична окраска в творчеството му.

## Сенописите на Исакиевския събор
С присъщата му добросъвестност Бруни се заема със стенописите на Исакиевския събор и два пъти пътува до Рим, за да набере опит в монументалното изкуство. Годините, прекарани там му дават възможност добре да изучи по-задълбочено творбите на забележителните стари майстори като Рафаело, Микеланджело, Фра Анджелико, Мазачо и други живописци от Възраждането.
Живее в Рим от 1941 до 1945 година и се връща в Русия с 25 подготвителни композиции, направени върху големи картони. Темите са библейски – „Сътворението на света“, „Всемирният потоп“, „Жертвоприношението на Ной“, „Видението на пророк Езекил“ или из живота на Христос – „Измиване на краката“, „Появата на Христос пред апостолите след възкресението“, „Второто пришествие на Христос“, „Спасителят връчва на свети Петър ключовете за Царството небесно“ и други. Сега тези творби се пазят в Руския музей в Петербург. Част от подготвените стенописи в Исакиевския събор осъществява сам, а изпълнението на други ръководи лично. Стенописите в събора са приключени през 1855 година.
Създателят на Исакиевския събор архитект Огюст дьо Монферан, виждайки композициите в Рим, пише, че тези картини, изпълнени във вид на черно-бели графики, заслужават да получат най-високите отличия от всички художници, както италиански, така и чуждестранни. Според него девет от огромните картини, които са му поръчани, са истински шедьоври като свода на Сикстинската капела. А художникът е единственият в своето време, който без да подражава, разбира монументалната живопис така, както са я създали италианците от 16 век.
При създаването на стенописите в Исакиевския събор Бруни се стреми да постигне истинска монументалност, художествена простота и величие, както при най-добрите стенописи на майсторите от Възраждането. Постига и чудесна хармония между стенописите и архитектурата. При тези, които се намират на голяма височина, той поставя по-едри фигури и ги оконтурва съвсем отчетливо. Композициите са отчетливи и ярки и правят силно впечатление.

## Ректор на Императорската художествена академия
През 1846 година талантливият художник отново е поканен за преподавател в Императорската художествена академия. Постепенно Бруни се издига в йерархията на академията – през 1846 става професор I степен, а през 1855 година – неин ректор. Преподава историческа живопис и работи в академията до 1871 година. Под неговото ръководство 24 студента получават златни и сребърни медали, между които Пьотър Петровски, Александър Козлов, Николай Ломтев, Орест Тимашевски, Иван Ксенофонтов и други.
Едновременно с това има и многобройни странични ангажименти. Участва в създаването и ръководството на мозаечно ателие към академията, в което се изработват мозайки за Исакиевския събор. Възглавява работата по организацията на руския художествен отдел на Световното изложение в Париж. Привлечен е и на служба в Ермитажа, където заема длъжността „хранител на картинната галерия“. Един от ангажиментите му е да закупува картини за музея – през 1850 в Хага, през 1852 – в Париж, а през другото време създава богата италианска колекция. Славата му на майстор на религиозни стенописи му дава възможност да участва в създаването на фреските на храма „Христос спасител“ в Москва.
Като педагог Бруни е привърженик на класическото образование, включващо пълнота на рисунката, вярност на въздушната и линейна перспектива, изучаване на образците от Античността и особено на европейското Възраждане. При обучението набляга на работата на студентите по зададена тема, тъй като според него, така се развива майсторството при рисуването и създаването на добра композиция. Това тренира въображението и паметта и приучава младежите бързо, умело и целенасочено да събират необходимия материал. Темите, които задава най-често са от антични или библейски сюжети. Тези свои принципи Бруни съблюдава през целия си живот.
Освен с живопис и стенопис Бруни се занимава и с гравюри и скулптура. Най-известните му картини за руската публика са „Мадоната с младенеца“ (1830), „Молба за чаша“ (1837), „Мадоната с младенеца отдъхва на път за Египет“ (1838).
При пребиваването си в Италия създава поредица от картини с антични сюжети, изпълнени с жизнерадост и безгрижие – „Пробуждането на грациите“ (1827), „Вакханка, даваща вода на амурче“, „Спящата вакханка“ (1830-те). На тази тема, през 1858 година, рисува отново в Русия – платното „Вакхант“. Художникът отдава вниманието си и на така наречения италиански жанр – „Портрет на руска дама по време на италианския карнавал“.
Още приживе негови картини са излагани в най-престижни музеи и картинни галерии – в музея на Капитолия в Рим, в Ермитажа, Зимния дворец, по стените на Императорската художествена галерия в Петербург. Творчеството на Фьодор Бруни е високо ценено от неговите съвременници. През 1844 година става почетен професор на академията „Свети Лука“ в Рим, както и почетен член на Московското художествено общество. През 1846 става почетен член на Художествената академия в Болоня, през 1851 – професор I степен на Флорентинската художествена академия, през 1856 – „достоен виртуоз“ в Артистичната конгрегация на св. Йосиф, през 1862 – член по изкуство в Кралската художествена академия на Милано.

## Последни години
Докато е ангажиран в академията постоянно заседава в различни почетни комисии и за рисуване му остава все по-малко време. През последните десетилетия от живота си почти спира да твори.
През декември 1868 година се чества 50-годишният творчески юбилей на художника и в негова чест е създаден специален медал. На лицевата страна е изобразен профилът на Бруни и е вграден текстът „Ректор по живопис в Императорската художествена академия Ф.А. Бруни“. На обратната страна стои само надписът „На поета-художник“.
Позицията му на ревностен защитник на академизма постепенно се засилва и предизвиква все повече неприязън у младите художници. През 1871 година, в резултат на интриги, той е принуден да напусне поста си като ректор. Остава само ръководител на мозаечното ателие, което сам е организирал. Последните години на Бруни преминават в усамотение.
Фьодор Бруни умира внезапно, по време на работа, на 30 август (11 септември) 1875 година в Петербург. Установено е, че е починал от парализа на белите дробове. Погребан е заедно с жена си Анджелика Антоновна, починала през 1888, в некропола на майсторите на изкуството в Тихвинското гробище, в участъка на художниците. На гроба му е поставена стела от мрамор, гранит и месинг, във вид на стилизиран кръст върху тристепенен цокъл. През 1936 година е пренесен заедно със стелата в старинното Виборгско римокатолическо гробище в Петербург.

## Гравюри към „Очерци за събития от руската история“
- Гибелта на руския флот под Цариград
- Гръцкият огън при обсадата на Константинопол от княз Игор
- Отмъщението на Олга Киевска против идолите на древляните
- Походът на Олег към Цариград по река Днепър
- Олег заковава щита си на вратите на Цариград
- Смъртта на Олег от Новгород